# Selección femenina de fútbol sub-20 de la República Dominicana
La selección de fútbol femenino sub-20 de República Dominicana representa a República Dominicana en las competiciones internacionales de fútbol femenino en la categoría.  Su organización está a cargo de la Federación Dominicana de Fútbol.

## Estadísticas

### Copa Mundial Femenina de Fútbol Sub-20
| Copa Mundial Femenina de Fútbol Sub-20 | Copa Mundial Femenina de Fútbol Sub-20 | Copa Mundial Femenina de Fútbol Sub-20 | Copa Mundial Femenina de Fútbol Sub-20 | Copa Mundial Femenina de Fútbol Sub-20 | Copa Mundial Femenina de Fútbol Sub-20 | Copa Mundial Femenina de Fútbol Sub-20 | Copa Mundial Femenina de Fútbol Sub-20 |
| Año                                    | Resultado                              | J                                      | G                                      | E                                      | P                                      | GF                                     | GC                                     |
| -------------------------------------- | -------------------------------------- | -------------------------------------- | -------------------------------------- | -------------------------------------- | -------------------------------------- | -------------------------------------- | -------------------------------------- |
| 2002                                   | No clasificó                           | No clasificó                           | No clasificó                           | No clasificó                           | No clasificó                           | No clasificó                           | No clasificó                           |
| 2004                                   | No clasificó                           | No clasificó                           | No clasificó                           | No clasificó                           | No clasificó                           | No clasificó                           | No clasificó                           |
| 2006                                   | No clasificó                           | No clasificó                           | No clasificó                           | No clasificó                           | No clasificó                           | No clasificó                           | No clasificó                           |
| 2008                                   | No clasificó                           | No clasificó                           | No clasificó                           | No clasificó                           | No clasificó                           | No clasificó                           | No clasificó                           |
| 2010                                   | No clasificó                           | No clasificó                           | No clasificó                           | No clasificó                           | No clasificó                           | No clasificó                           | No clasificó                           |
| 2012                                   | No clasificó                           | No clasificó                           | No clasificó                           | No clasificó                           | No clasificó                           | No clasificó                           | No clasificó                           |
| 2014                                   | No clasificó                           | No clasificó                           | No clasificó                           | No clasificó                           | No clasificó                           | No clasificó                           | No clasificó                           |
| 2016                                   | No clasificó                           | No clasificó                           | No clasificó                           | No clasificó                           | No clasificó                           | No clasificó                           | No clasificó                           |
| 2018                                   | No clasificó                           | No clasificó                           | No clasificó                           | No clasificó                           | No clasificó                           | No clasificó                           | No clasificó                           |
| 2022                                   | No clasificó                           | No clasificó                           | No clasificó                           | No clasificó                           | No clasificó                           | No clasificó                           | No clasificó                           |
| 2024                                   | No clasificó                           | No clasificó                           | No clasificó                           | No clasificó                           | No clasificó                           | No clasificó                           | No clasificó                           |
| 2026                                   | No clasificó                           | No clasificó                           | No clasificó                           | No clasificó                           | No clasificó                           | No clasificó                           | No clasificó                           |
| Total                                  | 0/12                                   | 0                                      | 0                                      | 0                                      | 0                                      | 0                                      | 0                                      |

### Campeonato Femenino Sub-20 de la Concacaf
| Campeonato Femenino Sub-20 de la Concacaf | Campeonato Femenino Sub-20 de la Concacaf | Campeonato Femenino Sub-20 de la Concacaf | Campeonato Femenino Sub-20 de la Concacaf | Campeonato Femenino Sub-20 de la Concacaf | Campeonato Femenino Sub-20 de la Concacaf | Campeonato Femenino Sub-20 de la Concacaf | Campeonato Femenino Sub-20 de la Concacaf |
| Año                                       | Resultado                                 | J                                         | G                                         | E                                         | P                                         | GF                                        | GC                                        |
| ----------------------------------------- | ----------------------------------------- | ----------------------------------------- | ----------------------------------------- | ----------------------------------------- | ----------------------------------------- | ----------------------------------------- | ----------------------------------------- |
| 2002                                      | No clasificó                              | No clasificó                              | No clasificó                              | No clasificó                              | No clasificó                              | No clasificó                              | No clasificó                              |
| 2004                                      | 8.º                                       | 3                                         | 0                                         | 0                                         | 3                                         | 1                                         | 27                                        |
| 2006                                      | No clasificó                              | No clasificó                              | No clasificó                              | No clasificó                              | No clasificó                              | No clasificó                              | No clasificó                              |
| 2008                                      | No participó                              | No participó                              | No participó                              | No participó                              | No participó                              | No participó                              | No participó                              |
| 2010                                      | No participó                              | No participó                              | No participó                              | No participó                              | No participó                              | No participó                              | No participó                              |
| 2012                                      | No clasificó                              | No clasificó                              | No clasificó                              | No clasificó                              | No clasificó                              | No clasificó                              | No clasificó                              |
| 2014                                      | No clasificó                              | No clasificó                              | No clasificó                              | No clasificó                              | No clasificó                              | No clasificó                              | No clasificó                              |
| 2015                                      | Se retiró                                 | Se retiró                                 | Se retiró                                 | Se retiró                                 | Se retiró                                 | Se retiró                                 | Se retiró                                 |
| 2018                                      | No clasificó                              | No clasificó                              | No clasificó                              | No clasificó                              | No clasificó                              | No clasificó                              | No clasificó                              |
| 2020                                      | Semifinalista                             | 6                                         | 3                                         | 1                                         | 2                                         | 13                                        | 12                                        |
| 2022                                      | 11.º                                      | 4                                         | 1                                         | 0                                         | 3                                         | 6                                         | 16                                        |
| 2023                                      | 6.º                                       | 3                                         | 1                                         | 0                                         | 2                                         | 3                                         | 8                                         |
| 2025                                      | No clasificó                              | No clasificó                              | No clasificó                              | No clasificó                              | No clasificó                              | No clasificó                              | No clasificó                              |
| Total                                     | 4/13                                      | 16                                        | 5                                         | 1                                         | 10                                        | 23                                        | 63                                        |

### Torneo Sub-19 Femenino Uncaf
| Torneo Sub-19 Femenino Uncaf FIFA Forward 2023 | Torneo Sub-19 Femenino Uncaf FIFA Forward 2023 | Torneo Sub-19 Femenino Uncaf FIFA Forward 2023 | Torneo Sub-19 Femenino Uncaf FIFA Forward 2023 | Torneo Sub-19 Femenino Uncaf FIFA Forward 2023 | Torneo Sub-19 Femenino Uncaf FIFA Forward 2023 | Torneo Sub-19 Femenino Uncaf FIFA Forward 2023 | Torneo Sub-19 Femenino Uncaf FIFA Forward 2023 |
| Año                                            | Resultado                                      | J                                              | G                                              | E                                              | P                                              | GF                                             | GC                                             |
| ---------------------------------------------- | ---------------------------------------------- | ---------------------------------------------- | ---------------------------------------------- | ---------------------------------------------- | ---------------------------------------------- | ---------------------------------------------- | ---------------------------------------------- |
| 2023                                           | Quinto Lugar                                   | 4                                              | 2                                              | 0                                              | 2                                              | 5                                              | 6                                              |
| Total                                          | 1/1                                            | 4                                              | 2                                              | 0                                              | 2                                              | 5                                              | 6                                              |